# Труфяков, Владимир Иванович
Труфяков Владимир Иванович (27 сентября 1918 — 23 января 2001) — украинский советский учёный, заслуженный деятель науки и техники Украины, лауреат Государственных премий СССР — 1985 и УССР — 1972, премии им. Патона, член-корреспондент НАН Украины — с апреля 1976, доктор технических наук, профессор.

## Биография
В январе 1942 года окончил Московский институт инженеров транспорта, который был эвакуирован тогда в Новосибирск. Направлен на работу в Москву; Главное управление восстановительных работ перенаправило его на панфиловский разъезд Дубосеково — заниматься технической стороной восстановления мостов на участке до Волоколамска.
В феврале 1944 капитан инженерных войск Труфяков в Киеве, в командировке вписан срок: «до конца войны».
С 1949 года работал в Институте электросварки им. Е. О. Патона АН УССР, куда его пригласил сам Евгений Оскарович Патон.

## Научная деятельность
Руководил отделом прочности сварных конструкций Института им. Патона НАН Украины в 1963—2000 годах.
Является автором трудов в области сопротивления материалов и сварных конструкций, по созданию холодостойких сталей.
Зарегистрировано 11 патентов.

## Память
В его память установлена[где?] почетная доска.